# Geneviève Callerot
Geneviève Callerot, née Morise le 6 mai 1916 à Paris et morte le 16 janvier 2025 à Saint Aulaye-Puymangou (Dordogne), est une résistante, agricultrice, militante et romancière française. Pendant la Seconde Guerre mondiale, avec son père et sa sœur, elle aide plus de 200 personnes à passer la ligne de démarcation entre la zone occupée et la zone libre.

## Biographie
Geneviève Callerot naît à Paris en 1916, elle est l'aînée d'une fratrie de cinq enfants. À la fin de la Première Guerre mondiale, les bombardements de la capitale par les Pariser Kanonen poussent la famille à déménager dans le Périgord. Son père sculpteur mais passionné par la terre, fait l'acquisition d'une petite propriété à  à Saint-Aulaye, commune rurale du nord-ouest du département de la Dordogne à la limite de celui de la Charente, pour y devenir cultivateur. La famille s'y installe en 1920,,. Ses parents ne l'envoient pas à l'école et optent pour l'instruction à domicile.
L'armistice du 22 juin 1940 place la ligne de démarcation entre la « zone occupée » et la « zone libre » non loin du domicile familial et, en compagnie de son père et de sa sœur, elle commence à aider des gens à la franchir clandestinement entre Ribérac et Montpon. Pendant deux ans, ils font passer environ deux cents personnes, dont des Juifs et des blessés de guerre britanniques et américains. Elle est arrêtée en octobre 1942 et passe trois semaines en prison à Libourne.
Elle se marie avec Jean Callerot en 1943. L'année suivante, ils deviennent métayers et louent une grande propriété agricole de 220 hectares à Saint-Aulaye. Le couple de métayers a peu de moyens et vit modestement. En 1957, ils achêtent une ferme, La Motte Rouge, sur la même commune et travaillent alors en polyculture. Ils y élèvent leurs trois enfants.
Dans les années 1960, son cousin, l'humoriste Jean-Charles, remarque son talent littéraire et l'encourage à poursuivre dans cette voie. Elle publie six romans dans les décennies suivantes, dont Les Cinq Filles du Grand-Barrail, en 1983 qui se vend à 15 000 exemplaires,,.
Le 24 août 2018, elle reçoit la Légion d'honneur des mains de Gérard Fayolle, l'ancien président du Conseil général de la Dordogne. Elle pense d'abord la refuser (« parce qu'il y a des tas d'autres gens qui la méritaient beaucoup plus »), mais finalement l'accepte en hommage à ses parents et ses frères et sœurs. Le même jour, elle présente son nouveau livre, Deux filles sous la botte, relatant son action et celle de sa famille, en zone d'occupation, pendant la Deuxième Guerre mondiale à Saint-Aulaye. Ce sixième et dernier ouvrage a été écrit à partir de 600 lettres échangées pendant la guerre,.
Toujours en 2018, on apprend dans plusieurs interviews que Geneviève est toujours autonome et vit seule dans sa maison de la Double, depuis l'âge de 98 ans. À 95 ans, elle labourait encore son champ avec son tracteur.
Doyenne du département de la Dordogne et l'une des dernières résistantes françaises, Geneviève Callerot meurt le 16 janvier 2025 à l'EHPAD de Saint Aulaye-Puymangou à l’âge de 108 ans, commune où elle aura passé la quasi-totalité de sa vie. Elle est inhumée le 22 janvier au cimetière de Servanches.

## Publications
- Les Cinq Filles du Grand-Barrail, Éditions universitaires, 1983, 333 p. (ISBN 978-2-7113-0239-0).
- Treize grains de maïs, Éditions universitaires, 1986, 214 p. (ISBN 978-2-7113-0342-7).
- L'Étang des Trois-Jules, Publi-fusion, 1993, 185 p. (ISBN 978-2-907265-25-6).
- Quatre sons de cloche, De Borée, 2001, 213 p. (ISBN 978-2-84494-069-8).
- La Demoiselle du Château, Paris, Le Grand Livre du mois, 2014, 375 p. (ISBN 978-2-286-11385-8).
- Deux filles sous la botte : Chronique d’une famille pendant l’Occupation, P.L.B. éditeur 2018  (ISBN 2 86952 105 7).

## Télévision
- Août 2018 - Geneviève Callerot est interviewée par France 3 à la suite de la réception de sa Légion d'honneur.
- Septembre 2018 - Elle est interviewée par Mouloud Achour pour l’émission Clique Dimanche diffusée sur Canal+ et sur YouTube. Elle y raconte son histoire et fait la promotion de son dernier livre Deux filles sous la botte.
- Octobre 2018 - Elle apparaît dans l'émission 20H, le mag sur TF1 sous forme d'un portrait spécialement dédié à sa personne où elle raconte son histoire, décrit son mode de vie et présente son nouveau livre Deux filles sous la botte.
- Avril 2019 - Elle est interviewée par France 3 Nouvelle-Aquitaine.
- Juillet 2023 - Elle est interviewée par le média « Fracture_officiel ». La vidéo est diffusée sur Instagram et Youtube. Durant 15 minutes, elle retrace notamment ses actions de résistance lors de la Seconde Guerre mondiale  et donne sa vision du futur.

## Association des écrivains et artistes Paysans
Cette section ne s'appuie pas, ou pas assez, sur des sources secondaires ou tertiaires indépendantes du sujet. Le texte peut contenir des analyses inexactes ou inédites de sources primaires.
Pour l'améliorer, ajoutez-en, ou placez des modèles {{Source secondaire souhaitée}} ou {{Source secondaire nécessaire}} sur les passages mal sourcés. (janvier 2025)
Geneviève est membre de l'Association des écrivains et artistes Paysans (AEAP) dont elle a été une militante active. L'AEAP est née en 1972 à Plaisance du Gers. Les fondateurs, une dizaine d'agriculteurs ayant déjà une activité d'écriture, entendaient en premier lieu créer des contacts pour rompre leur isolement, en second lieu promouvoir une littérature populaire d'inspiration terrienne. Sa spécificité par rapport aux nombreuses associations d'auteurs est de rassembler les œuvres de ses adhérents dans une bibliothèque qui propose les livres sur catalogue, dans des manifestations de province et surtout au Salon de l'agriculture.

## Décoration
- Chevalier de la Légion d'honneur en 2018[11]

## Hommages
La commune de Saint-Aulaye-Puymangou a donné le nom de Geneviève Callerot à sa médiathèque, de son vivant.